# Carlingford Lough

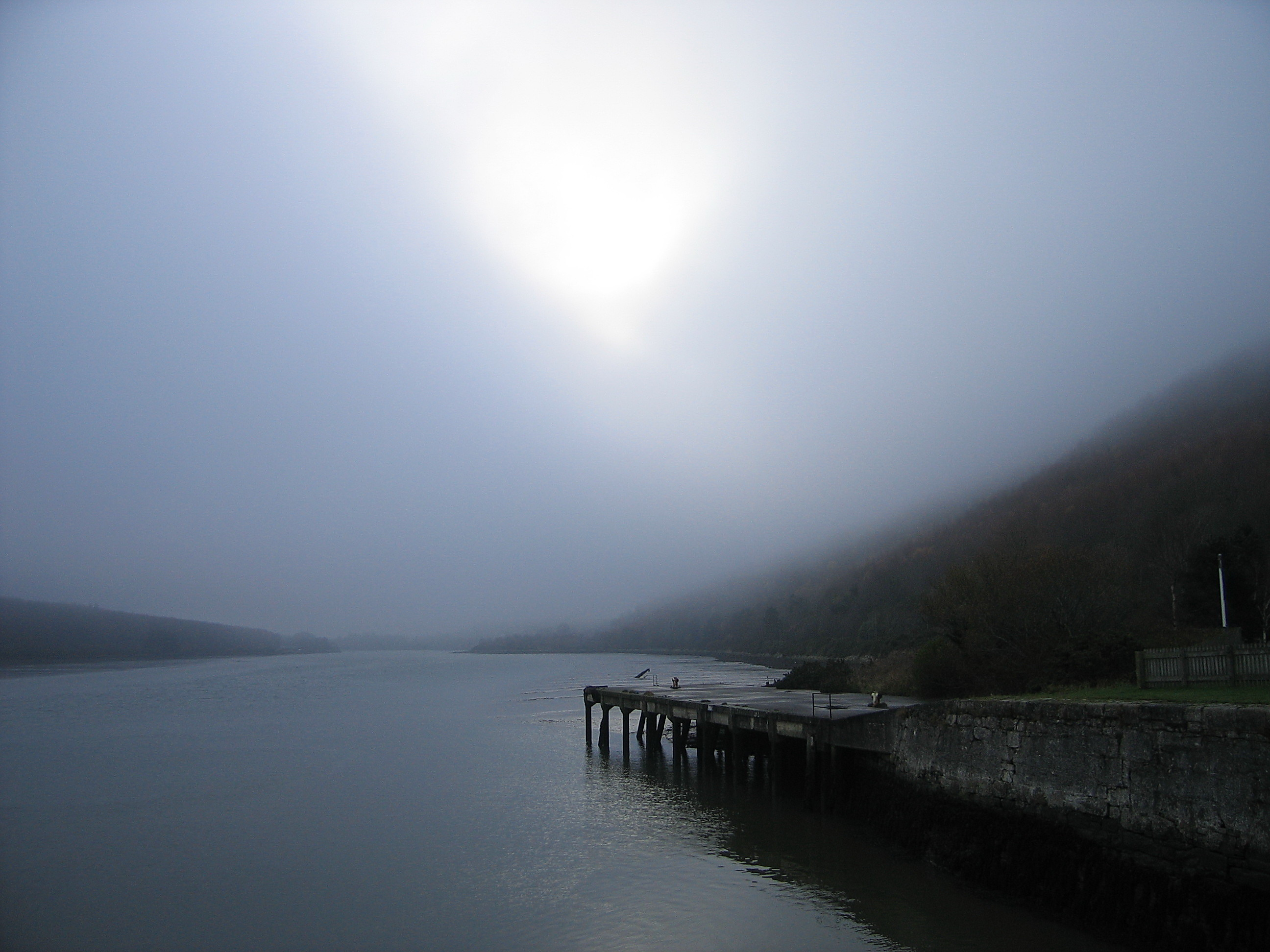
Carlingford Lough

Carlingford Lough (Iers: Loch Cairlinn) in Ierland is een glaciale fjord of zee-inham in het oosten van Ierland, verbonden in het oosten met de Ierse Zee. Samen met Lough Swilly en Killary Harbour is het een van de drie gletsjerfjorden in Ierland. Carlingford Lough is eveneens het estuarium van de Clanrye (ook bekend als de Newry River) en het eindpunt van het oude Newry Canal, dat de verbinding maakt met de Bann en verder Lough Neagh. De monding van de rivier en de eerste sluis van het kanaal bevinden zich bij de havenstad Newry.
Aan de noordkust van Carlingford Lough liggen de kustplaatsen Warrenpoint en Rostrevor, aan de voet van de Mourne Mountains. Aan de zuidkust liggen Omeath, Carlingford en Greenore in County Louth. De toegang tot de fjord wordt bewaakt door Haulbowline Lighthouse, een vuurtoren uit 1824.
Carlingford Lough maakt deel uit van de grens tussen Noord-Ierland en de Ierse Republiek. Het ligt ten zuiden van het district Newry, Mourne and Down en het historische County of Down en ten noorden van County Louth.
Het gebied is een populaire toeristische bestemming sinds de victoriaanse tijd, toen de spoorlijn tussen Dublin en Belfast werd geopend. De gemakkelijke toegang tot het gebied, gelegen ongeveer halverwege tussen Dublin en Belfast, in combinatie met het landschap en de beschutte locatie zijn belangrijke factoren in de blijvende populariteit. Hier is het waar de "Mourne Mountains naar de zee afdrijven", een locatie voor schilderachtige ritten en wandelingen, heuvelachtige bosparken en vele kilometers goede wandelpaden en routes om te verkennen. Daarnaast zijn er ook jachthavens in Carlingford en Warrenpoint.
Het drasland rond het estuarium is een 830 ha grote Ramsarsite, geklasseerd onder de Conventie van Ramsar. Het is een broedplaats voor vele vogels.